# Camí de les Planes
El Camí de les Planes o Camí d'Alfés a Castelldans, és un jaciment arqueològic de contextos del Paleolític mitjà al terme municipal de Castelldans, (Les Garrigues), inclòs a l'Inventari  del Patrimoni Arqueològic i Paleontològic de Catalunya.
Se situa en uns camps de conreu de secà, ubicats a les terres conegudes com les Planes del Perdiuet. El jaciment s'ha interpretat com un centre de producció i explotació de sílex. Cronològicament es vincula a contextos del Paleolític mitjà. El jaciment del Camí de les Planes es va trobar al vessant i al pla superior d'una terrassa, entre els termes de Castelldans i l'Albagés, a la dreta del riu Set. Fou localitzat pel Grup de Recerques Arqueològiques la Femosa. El material trobat consisteix en un conjunt d'esclats de sílex amb talla de tipus Levallois, entre els quals destaca una rascadora—possiblement es tracta d'una indústria mosteriana. S'ha plantejat que algunes de les peces trobades a la zona superior de la terrassa podrien correspondre a una indústria més avançada tipològicament, ja que entre les que presenten talla Levallois s'ha identificat algun fragment de làmina. Actualment aquest conjunt es localitza al Museu Local Arqueològic d'Artesa de Lleida.